# Pont sur le Lot de Castelmoron-sur-Lot
Le pont sur le Lot permet le franchissement du Lot par le CD 13, rue du 11-Novembre, entre Castelmoron-sur-Lot et Le Temple-sur-Lot, dans le département français de Lot-et-Garonne.
La hauteur de la route de situe à 9,78m du Lot.

## Historique
Quand l'ingénieur en chef Carl-Petersen Elgers représentant en France de l'entreprise danoise Christiani & Nielsen vint visiter le site pour répondre à l'appel d'offres du pont sur le Lot, on lui demanda s'il était possible de concevoir un pont qui présenterait un certain attrait pour le tourisme.
Le pont existant alors était un pont suspendu franchissant le Lot en une seule grande travée. Il a donc proposé de réaliser un pont en arc à tablier suspendu en béton armé prenant appui sur les berges. Cette solution avait l'inconvénient de coûter deux fois plus cher qu'une solution à piles intermédiaires.
Pendant plusieurs mois il n'eut aucune nouvelle de sa proposition avant de recevoir un appel lui disant que son projet serait accepté si le prix était rabattu de 10%.  Après consultation de sa direction à  Copenhague afin d'obtenir son accord, le marché fut signé le 15 septembre 1931.
Le pont a reçu le label « Patrimoine du XXe siècle » en 2007.

## Description
C'est un pont de 158 mètres de longueur, avec trois travées dont la travée centrale, la plus grande, est un pont en arc à deux articulations à travée suspendue d'une portée de 120 mètres entre articulations.
Le tablier central est suspendu aux deux arcs latéraux en béton armé au moyen de tiges métalliques inclinées suivant un procédé breveté par l'entreprise Christiani & Nielsen,. Cette solution donne un aspect d'une grande légèreté en même temps que de la rigidité à la structure. Deux poutres latérales du tablier, espacées de 8 mètres sont liées aux arcs et reprennent une partie de la poussée horizontale des arcs faisant de la partie centrale, entre les deux articulations un pont bow-string.
Les arcs ont un tracé funiculaire des charges de poids propre pour limiter les sollicitations de flexion. Leur épaisseur est constante et égale à 1 mètre. Leur hauteur est variable entre 1,20 mètre à la clef et 1,50 mètre aux articulations. Ils sont liés entre eux pour former un contreventement assurant leur stabilité transversale par un treillis de poutres en K. Ils permettent de dégager un gabarit routier d'une hauteur libre de 5,50 mètres.
Deux part et d'autre de la travée centrale de 120 mètres entre articulations, le pont se prolonge par deux petites travées, d'environ 26 mètres en rive gauche, et d'environ 12 mètres en rive droite.